# Sebald de Weert
Sebald o Sebald de Weert (en español, también Sebaldo de Weert) (Amberes, 2 de mayo de 1567 - Batticaloa, 30 de mayo o junio de 1603) fue un navegante y capitán neerlandés que llegó a ser vicealmirante de recién creada Compañía Neerlandesa de las Indias Orientales (Vereenigde Oostindische Compagnie, VOC). 
Es recordado por haber avistado y documentado por primera vez las Malvinas en 1600, a las que bautizó como Sebaldinas, nombre con el que se conoció todo el archipiélago hasta bien entrado el siglo XVIII. Actualmente se sigue llamando así a un pequeño grupo de islas situadas al noroeste de la isla Gran Malvina.

## Biografía

### Primeros años
Sebald De Weert nació en 1567 en Amberes, sexto de los 17 hijos de Johannes (Jan o Hans) Sweerts de Weert (1538 -?) y Clara (Claartje) Wonderer (1541-95). La familia salió pronto (10 de enero de 1569) de Amberes para Colonia, en palabras del propio Hans para escapar de la «tiranía y la persecución». En 1575/6 la familia se trasladó a Ámsterdam, entre 1579 y 1584 estaban de regreso en Amberes, y en 1586 vivían en Middelburg. Sebald fue originalmente empleado (¿en Middelburg?),como navegante de un barco de una de las compañías mercantes que comerciaban con el Lejano Oriente —que se agruparan en 1602 para dar lugar al nacimiento de la Compañía Neerlandesa de las Indias Orientales (Vereenigde Oostindische Compagnie o VOC)— y con los años se abrió camino hasta llegar a ser vicealmirante en la propia VOC. Firmaba con su nombre «Sebalt», pero tenía el nombre latinizado oficial de «Sebaldus», y a menudo ha sido mencionado en inglés y francés como Sebalde de Weert, y en español y portugués como Sebaldo de Weert.

### Viaje a las Molucas (1598-1600)

#### El estrecho de Magallanes
En y alrededor del año 1598, varias expediciones dejaron Róterdam para emprender viajes exploración a Oriente por muchas rutas diferentes. El 27 de junio de 1598, una flota de cinco naves con 494 hombres al mando de Jacques Mahu, equipada por la Magelhaanse Compagnie y financiada por Pieter van den Hagen y Johan van der Veken, dos ricos comerciantes neerlandeses, zarpó de Veere, con destino a las islas Molucas, en las Indias Orientales Neerlandesas. Originalmente, la misión de la flota era la de navegar a lo largo de la costa oeste de América del Sur, donde debían vender su cargamento cobrando en plata, y seguir hacia Japón sólo si fallaba la misión prevista. En ese caso, suponían que podrían conseguir plata en el Japón con la venta de sus mercancías y luego navegarían a las Molucas para comprar las especias que habían ido a buscar, regresando después a Europa.
Los barcos eran los siguientes: el Hoop (Esperanza), capitaneado por Jacques Mahu, líder de la expedición; el Liefde (Amor), con el capitán Simón de Cordes, segundo al mando; el Geloof (Creer), comandado por Gerrit van Beuningen; el Trouwe (Fidelidad), a cargo de Jurriaan van Boekhout; y, finalmente, el Blijde Boodschap (Buena nueva o Evangelio), al mando de Sebald de Weert. El Boodschap Blijde era conocido como Vliegend Hart (Corazón volante) antes de este viaje en particular. 
Después de salir de aguas europeas, los barcos pasaron desde el 2 de abril al 29 de septiembre en las islas de Cabo Verde, frente a la costa de África. Muchos de los tripulantes del Hoop cogieron fiebres allí, falleciendo algunos de ellos, entre ellos el almirante Jacques Mahu, que murió el 23 de septiembre de 1598, dejando a la expedición sin su líder. Simón de Cordes sustituirá a Mahu en el mando, con Gerrit van Beuningen convertido en vicealmirante. Van Beuningen fue trasladado a la nave insignia lo que llevó a Sebald de Weert a sustituir a van Beuningen al mando de la Geloof. Debido a un brote de escorbuto, las naves hicieron un breve desvío, del 16 de diciembre de 1598, al 2 de enero de 1599, para tomar suministros en Annobón, una isla comercial africana al sur de la isla de Santo Tomé, controlada por los portugueses. La flotilla finalmente cruzó el Atlántico en enero de 1599 y alcanzó el estrecho de Magallanes el 7 de abril de 1599. Muy a su pesar se encontraron con que no pudieron navegar en más de cuatro meses debido a los fuertes vientos adversos. La flota invernó en la bahía de Fortesene hasta el 23 de agosto y en la bahía Ridres hasta el 28 de agosto. Durante este tiempo, alrededor de 120 tripulantes murieron debido a las inclemencias del clima y a los hostiles nativos patagónicos, a pesar de que los barcos todavía tenía provisiones suficientes en ese momento.

#### Tiempos difíciles en los estrechos
El 3 de septiembre de 1599 se llegó finalmente al Pacífico. Los barcos se encontraron con más problemas, ya que fueron sorprendidos por una tormenta torrencial y los otros dos barcos  perdieron de vista al Geloof y al Trouwe, estas dos siempre tuvieron en contacto entre sí durante la tormenta y los dos terminaron siendo arrastrado de nuevo al estrecho de Magallanes. Cuando el Geloof finalmente perdió de vista al Trouwe, el capitán De Weert se encontró con una tripulación inquieta amenazando con forzar un regreso a los Países Bajos. El Trouwe encontró finalmente refugio en la isla chilena de Chonos, donde varios miembros de la tripulación, incluyendo al nuevo comandante del grupo, Simón de Cordes, fueron asesinados por los nativos. Los que sobrevivieron nunca regresaron a Europa, muriendo la mayoría en el Combate de Castro, luego de conquistar la Isla de Chiloé. 
También el Hoop y el Liefde se encontraron con los nativos hostiles, que muy probablemente los confundieron con españoles. Los indígenas asesinaron a los capitanes de ambos barcos y a un gran número de miembros de la tripulación. Después de que los barcos se encontraran de nuevo en la isla Floreana del archipiélago de las islas Galápagos, decidieron ir en dirección a Japón, en lugar de a las Molucas. El Hoop se perdió en una feroz tormenta a finales de febrero de 1600, pero el Liefde, al mando de un nuevo capitán, Jacob Quaeckernaeck, con una tripulación diezmada, logró alcanzar Usuki, en la isla de Kyushu, en la provincia de Bungo, el 19 de abril de 1600. Los hombres estaban físicamente tan debilitados por el viaje que sólo seis de los 24 sobrevivientes fueron capaces siquiera de caminar. (Nota histórica: William Adams, inglés y piloto de la Liefde, fue enviado al shogun Tokugawa Ieyasu, que pronto se hizo muy amigo suyo. La tripulación había sido detenida ya que un intérprete portugués hizo correr el rumor de que los neerlandeses protestantes eran en realidad piratas, pero Adams, gracias a su recién descubierta influencia, finalmente logró obtener la libertad de la tripulación. Adams prosperó en Japón el resto de su vida, hasta llegar a convertirse en un asesor importante del shogun y un naviero rico, profesor de matemáticas y comerciante. En 1605, Quackernaeck mismo alcanzó un acuerdo para establecer un asentamiento comercial neerlandés en Patani, en la península de Malasia, ahora una moderna ciudad del sur de Tailandia conocida como "Pattani". Quackernaeck llevó una invitación del shogun a los neerlandeses para el comercio con el Japón. Quackernaeck murió más tarde en 1606, en una escaramuza con los portugueses rivales.)
A su vez, el Trouw apareció más tarde en Tidore (Indonesia), donde la tripulación fue aniquilada por los portugueses en enero de 1601.

#### El Geloof vuelve a los Países Bajos
A diferencia de la Liefde, el barco de Sebald de Weert nunca llegó a Asia. Se encontró con otra nave neerlandesa, la Mauritius, al mando de Olivier van Noort, que se haría más tarde famoso como el primer neerlandés y el único de los cuatro capitanes de su flota en circunnavegar el mundo. Van Noort también sería famoso, en el mismo viaje, como el hombre que hundió el español galeón San Diego, en la bahía de Manila. 
Van Noort todavía estaba en la primera etapa de su viaje histórico e iba rumbo al noroeste mientras Sebald de Weert trataba de unir sus fuerzas con las dos naves de Van Noort. Pero el barco de Weert no pudo conseguirlo debido a que su tripulación estaba físicamente demasiado débil y los barcos de van Noort eran demasiado rápidos. Sin embargo, tanto Van Noort como De Weert fueron finalmente conducidos por los vientos de vuelta hacia el este en el Estrecho, y de nuevo ambos capitanes se reunieron por segunda vez. Habiendo dejado Róterdam con cuatro barcos, Van Noort acababa de perder ahora dos naves en las terribles tormentas del estrecho de Magallanes aunque seguía determinado a cruzar el Pacífico. De Weert, por su parte, esperaba fortalecer la condición física de su tripulación antes de hacer otro intento en el Pacífico. Como tal, De Weert planeó navegar con su barco a la parte oriental del estrecho para cazar pingüinos en las «islas Pinguinos». Sus planes no llegaron a buen término, ya que los fuertes vientos arrastraron de nuevo el barco de vuelta al este. De Weert decidió entonces llevar a sus hombres de regreso a los Países Bajos. A su regreso, avistó y trató de tomar tierra en las islas Malvinas (véase más adelante) en enero de 1600. El barco pasó el ecuador en marzo de 1600 y visitó las islas Azores el 6 de junio. Al llegar finalmente el 13 de julio de 1600 a los Países Bajos (Goeree), sólo 36 de los 105 tripulantes originales de la Geloof seguían con vida. La "Geloof", que no necesita mantenimiento  en su periplo,  es el primer medio de navegación que realiza una circunnavegación en la historia, hasta se tienen registro oficiales de su viaje presentados por un museo nacional holandés.
La nave original al mando de Weert, el Blijde Boodschap, a la deriva tras ser desarbolada por las tormentas en el estrecho y corta de suministros, se vio obligada en noviembre de 1599 a navegar hacia el puerto español de Valparaíso en Chile. Estando los españoles en la Guerra de los Ochenta Años con los neerlandeses, el buque fue inmediatamente confiscado y la tripulación apresada durante un largo período de tiempo. De hecho el capitán Dirck Gerrits Pomp, que había trabajado para los portugueses en el Japón y en viajes a China, no fue liberado hasta 1604, cuando por fin pudo regresar a casa debido a un intercambio de prisioneros entre los españoles y neerlandeses.

### Viaje a Ceilán
Se sabe que Sebald de Weert realizó al menos otro viaje por mar importante, que sería el último. En 1602, la Compañía Neerlandesa de las Indias Orientales (VOC), envió tres barcos a las órdenes del almirante Wijbrand van Warwijck y ya en ese momento vicealmirante Sebald de Weert. Warwyck se separó una vez llegado a Asia y visitó las costas de China y estableció puestos de comercio o «factorías», como se decía en la época. El barco de Weert logró alcanzar Java, Sumatra, Ceilán y las islas de las Especias. La intriga política desempeñará un gran papel en este viaje de Sebald de Weert. 
En competencia con los portugueses por la influencia en Ceilán (el actual Sri Lanka), un enviado neerlandés, Joris van Spilbergen, había llegado en julio de 1602 a Batticaloa, y se había reunido en Kandy con el rey Vimala Dharma Surya. El reino de Kandy había perdido mucho de su ámbito geográfico de influencia frente a los portugueses y en el momento de la visita de van Spilbergen, Vimala Surya Dharma había sido relegado a ser casi un líder rebelde con sede en el interior de Ceilán. Sin embargo, la situación había llegado a ser propicia para un acuerdo con los neerlandeses ya que, aunque los portugueses no eran un rival para Vimala Dharma Surya en el interior de la isla, habían ganado la partida a lo largo de las costas de Ceilán porque eran militar y comercialmente una fuerte potencia marítima. Para competir, las fuerzas del rey debían ser también poderosas o establecer una alianza que pudiera actuar como contrapeso. Dado que los portugueses controlaban la mayor parte de las zonas costeras y que los ceilaneses no tenían antecedentes como navegantes, las vías de desarrollo naval de Kandy eran muy dudosas. Vimala Dharma Surya consideró una posible alianza con los neerlandeses como una oportunidad para obstaculizar a los portugueses en el mar y zonas costeras. Para aprovecharse de esa situación, van Spilbergen entró en negociaciones con Vimala Dharma Surya prometiéndole asistencia comercial, naval y militar en contra de su adversario común. 
Sebald de Weert fue enviado oficialmente a Ceilán por el almirante Wijbrand van Warwijck para seguir o implementar la negociación de van Spilbergen. De Weert tenía el apoyo oficial neerlandés con una oferta para ayudar a Vimala Dharma Surya. Se había decidido que las tropas de las fuerzas de Kandy y los neerlandeses lanzarían una ofensiva conjunta contra los portugueses. La misión salió mal meses después, en una cena banquete celebrada en mayo/junio de 1603. En ese banquete, muchos de los tripulantes neerlandeses tuvieron un comportamiento escandaloso y con una falta de respeto hacia los anfitriones que estaba alterando a los kandyanos. El propio rey Vimala Surya Dharma fue presionado por un muy borracho vicealmirante de Weert para que subiera a bordo del buque neerlandés con él. Desconfiando por lo que pudiera ser una maniobra hostil y una posible amenaza directa a su vida, Vimala Surya Dharma comenzó a sospechar de las intenciones de Weert y se negó a subir a bordo. El vicealmirante de Weert, ebrio e indisciplinado, insultó al rey por su negativa y Vimala Dharma Surya intentó encarcelarle, a lo que el neerlandés se resistió enérgicamente. Por ello, el vicealmirante de Weert fue inmediatamente asesinado así como todos los tripulantes neerlandeses rebeldes. 
La muerte de De Weert asestó un duro golpe a cualquier alianza neerlandesa en Ceilán con el reino de Kandy, hasta que el siguiente rey, Senarat, sucedió en el trono kandyano en 1604. Una vez en el poder, Senarat solicitó de nuevo el apoyo neerlandés. En 1612 un nuevo enviado neerlandés, Marcelis Boschouwer, concluyó un tratado de alianza con el rey Senarat. El rey concedió al neerlandés grandes concesiones comerciales y un puerto para fundar un asentamiento en la costa oriental a cambio de una promesa de asistencia armada contra cualquiera y frente a todos los ataques de los portugueses. Posteriormente, los neerlandeses expulsaron a los portugueses de Ceilán y gobernaron hasta el siglo siguiente cuando los británicos, a su vez, sucedieron a los neerlandeses y, finalmente, tomaron toda la isla, incluyendo su interior reducto, el reino de Kandy.

## Los "inusuales nativos" de Sebald de Weert
Durante la estancia en el estrecho de Magallanes de Weert realizó algunos comentarios antropológicos dignos de mención, ya que él y varios de sus tripulantes afirmaron haber visto miembros de una «raza de gigantes». De Weert describió un incidente en particular cuando iba con sus hombres en los botes a remo hacia una isla en el estrecho de Magallanes en que afirmó haber visto siete extraños botes acercándose con gigantes desnudos. Estos gigantes, supuestamente, tenían el pelo largo y una piel de color rojizo-marrón. Los neerlandeses sostuvieron que abatieron a tres de los gigantes con sus fusiles antes de que los gigantes, finalmente, se retirasen a la orilla. En la costa los gigantes fueron aparentemente capaces de arrancar los árboles para protegerse del fuego de fusil y esperaron con lanzas y piedras para atacar a los intrusos neerlandeses en caso de que desembarcasen. Por temor a los gigantes, los neerlandeses no se atrevieron a ir a tierra. 
De Weert sostenía que la observación de gigantes no era totalmente inusual en la región, ya que Magallanes también anotó haberlos visto por primera vez en 1520, en el estrecho de San Julián. También se alegó que Magallanes habría capturado a dos varones gigantes como especímenes para llevarlos de regreso a Europa, pero que los gigantes murieron en el camino. Estas criaturas tenían supuestamente más de tres metros de altura. Muchos otros, como Francis Drake, Pedro Sarmiento, Tome Hernández y Anthony Knyvet, también afirmaron haber visto gigantes en el estrecho de Magallanes, siendo avistados por última vez en Cabo Vírgenes en 1764 por el comodoro Commodore John “Foul Weather Jack” Byron. La expedición de Weert es la única que afirmó haber presenciado una conducta agresiva de tales gigantes. 
También de acuerdo con Theodore de Bry (1528-98), en la parte IX de su histórica Historia Americae Sive Novi Orbis [Historia de los grandes viajes americanos], Sebald de Weert habría informado de que su tripulación había capturado y encarcelado a una madre de Tierra del Fuego con dos hijos en el lado sur de la ruta de Magallanes mientras se dirigía hacia el este. Mientras dejaron a la madre y al niño más pequeño, se llevaron a la hija mayor a Europa, donde pronto murió. De Weert señaló que la madre había dado de comer a los niños aves crudas, lo que era una rareza como De Bry señala en su obra.

## Las islas Sebald

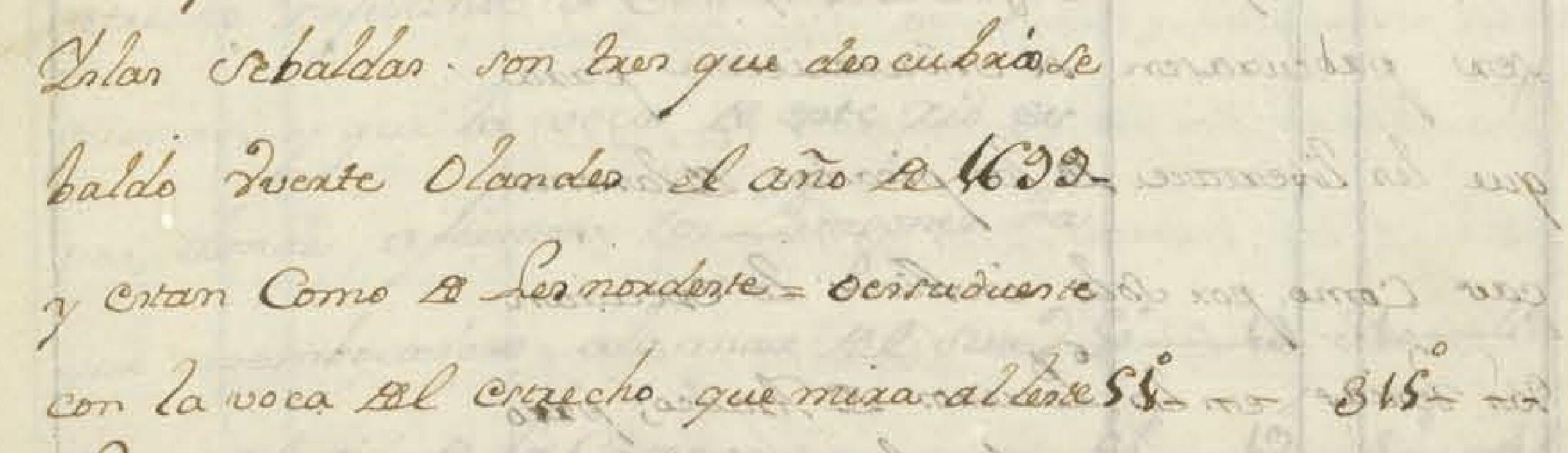
Las islas Sebaldas fueron incluidas en el libro Historia geográfica e hidrográfica, con derrotero general correlativo al plan del Reino de Chile por el virrey del Perú Manuel de Amat y Junyent.

En el viaje de regreso a los Países Bajos después de haber dejado el estrecho de Magallanes, de Weert anotó algunas islas sin nombrar y desconocidas, al menos unas islas que no existían en sus cartas náuticas. Intentó desembarcar en ellas para reponerse, pero no pudo llegar a tierra debido a las duras condiciones. Las islas que Sebald de Weert cartografió eran un pequeño grupo de la costa noroeste de las islas Malvinas y que son en realidad parte del archipiélago. De Weert las llamó «islas Sebald de Weert» y el archipiélago de las Malvinas, en su conjunto, fue conocido como islas Sebald hasta bien entrado el siglo XVIII. 
En 1766, los soldados británicos de la Isla Trinidad renombraron el pequeño grupo del noroeste que de Weert había cartografiado. Las islas pasaron a llamarse isla Jason e isla Carcass (en español, isla del Rosario), en honor a los barcos Jason y Carcass en que habían llegado. En español, estas islas son todavía conocidas como las islas Sebaldes o Sebaldinas 
Aunque a Sebald de Weert se le reconoce generalmente como el primero en avistar las Malvinas en 1598, tanto los españoles como los británicos reclaman que sus propios exploradores descubrieron las islas antes.